# Zvočni sprejemnik
Zvočni sprejemnik je naprava, ki sprejema zvočno nihanje in ga pretvarja v druge oblike nihanja. Sprejemnik, ki zvočno nihanje pretvarja v električno nihanje je mikrofon. Mikrofoni imajo posebno vlogo pri meritvah zvoka, zapisovanju zvoka in pri zvočni analizi.